# Јорданес
Јорданес је био историчар из 6. века из провинције Доње Мезије (данашња северна Бугарска), који је оставио највише писаних сведочанстава о историји Гота у време када је било мало писаца.
Био је аланског порекла, али је био у родбинским везама са остроготском династијом Амала на чијем двору је био нотар. Затим је прешао у црквену службу и постао епископ града Кротона, тада је почео да се бави историјом.
Написао је око 551. године дело De origine actibusque Getarum (О пореклу и делима Гота) у 12 књига. У том делу је сачувана историја Гота од Касиодора, у њему износи много легендарних елемената. Друго његово дело је "О наслеђивању држава и времена" које је светска историја која иде од стварања света до 552. године. Ово дело је невешта компилација ранијих историчара Амијана Марцелина, Павла Оросија и других.
Све што данас знамо о Јорданесу потиче из неколико реченица из 50. поглавља његовог дела о Готима.

## Јорданес о Словенима и Антима
Јорданесова Гетига представља важан извор за историју Словена и Анта. За Словене Јорданес каже: "Ови људи као што смо рекли на почетку наше листе или пописа народа, премда потичу од једног народа, сада носе три имена,  а то су: Венети, Анти и Склавени" (XXIII, 85), "иако су њихова имена распршена између разних кланова и места, ипак се углавном називају Склавенима и Антима" (V, 59), "пребивалиште Склавена протеже се од града Новиодунума до језера званог Мурсијанус до Дунава, и на северу све до Висле. Они имају мочваре и шуме за своје градове. Анти, који су најхрабрији од ових људи живећи у кривини Понтског мора, простиру се од Дунава до Дњепра, река које су удаљене једна од друге више дана путовања" (V, 59).
    О борбама Гота са Антима наводи: "Али не волевши да остане под владавином Хуна, он (остроготски краљ Винитар) се повукао мало од њих и настојао је да покаже његову храброст тако што покренуо своје снаге против земље Анта. Када их је напао, био је поражен у првом сукобу. Затим је храбро и, као страшан пример, распео њиховог краља, по имену Боз (Бож), заједно с његовим синовима и седамдесет племића, и пустио да њихова тела да висе да би удвостручио страх оних који су се предали" (XLVIII, 121)."
     О Венетима Јорданес каже: "У оквиру ових река лежи Дакија, окружена од стране високих Алпа као круном. Близу њиховог левог гребена, који се нагиба према северу и на почетку извора Висле, многобројни народа Венета пребива, заузимајући велико земљиште" (V, 59), затим наставља наведени део о народу који иако је распршен углавном називају Склавенима и Антима. Након тога Јорданес пише о сукобу Гота и Венета: "После убиства 119 Херула, Eрманарик такође подиже оружје против Венета (XXIII, 84)".